# Isamberto
Isamberto  è un nome proprio di persona italiano maschile.

## Varianti
- Maschili: Isanberto, Isemberto, Isenberto, Isambardo, Isanbardo, Isembardo, Isembarto, Isimbardo[1]

### Varianti in altre lingue
- Francese: Isembard
- Inglese: Isambert[2], Isambart[2], Isambard[2][3], Isenbard[2], Imbert[3]
- Latino: Isembardus, Isimbardus[1]

## Origine e diffusione
È un nome di origine germanica, dall'etimologia dibattuta. Il primo elemento è isan ("ferro", da cui anche Isotta), mentre il secondo viene ricondotto ora a beraht (o berth, peraht, "brillante"), ora a barta (o barda, "ascia"): di fatto, entrambe le ipotesi sono corrette, poiché storicamente l'elemento germanico bard (che può avere differenti significati, fra i quali appunto "ascia") è stato spesso confuso con beraht, portando a incrociare fra loro nomi originariamente diversi. A questo nome vengono quindi dati significati assai diversi, come "ferro brillante" e "ascia di ferro".
I Normanni lo portarono in Inghilterra, dove però scomparve in seguito al Medioevo, sopravvivendo invece in Francia; venne ripreso brevemente durante il XIX secolo.

## Onomastico
Il nome è adespota, non essendo portato da alcun santo, quindi l'onomastico ricade ad Ognissanti, il 1º novembre.

## Persone

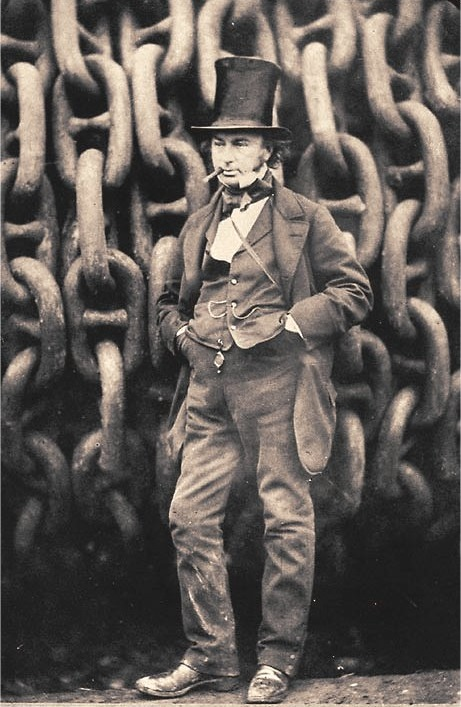
Isambard Kingdom Brunel

### Varianti
- Isembardo di Barcellona, conte di Barcellona, Empúries e Rossiglione, duca di Settimania e conte di Autun
- Marc Isambard Brunel, ingegnere francese naturalizzato statunitense
- Isambard Kingdom Brunel, ingegnere britannico